# Maison de la famille Mišić à Niš
La maison de la famille Mišić à Niš (en serbe cyrillique : Кућа Мишићевих у Нишу ; en serbe latin : Kuća Mišićevih u Nišu) se trouve à Niš, dans la municipalité de Medijana et dans le district de Nišava, en Serbie. Elle est inscrite sur la liste des monuments culturels protégés de la république de Serbie (identifiant no SK 308),,.

## Présentation
La maison, située 25 rue Vožda Karađorđa, entre le tribunal de district et le lycée Stevan Sremac, a été construite en 1865. Par son style, elle est caractéristique de l'architecture traditionnelle des Balkans (architecture balkanique de type oriental) au XIXe siècle.
Elle est constituée d'un rez-de-chaussée, d'un sous-sol couvrant une partie de sa surface ainsi que d'un grenier. Elle a été construite selon la technique des colombages ; cette méthode de construction a permis l'installation d'un assez grand nombre de fenêtres, trois fenêtres avec un encadrement en bois à l'angle sud-est et à l'angle sud-ouest, ainsi que fenêtres latérales sur les côtés est et ouest de l'édifice, permettant ainsi un bon éclairage de l'intérieur. Sa façade est dépourvue d'éléments décoratifs ou sculpturaux ; elle a simplement été enduite d'argile et peinte en blanc. Sur la façade principale s'ouvre un porche-doksat (sorte de galerie ouverte). Le toit de la maison est recouvert de tuiles et possède de minces cheminées sans chapeaux accentués ; il se termine par un auvent qui protège les murs des intempéries.
Deux entrées permettent d'accéder à l'intérieur : la principale est située au sud, sous le porche-doksat, et l'autre, secondaire, se trouve au nord de la maison. L'intérieur se compose de deux fois deux pièces, disposées symétriquement par rapport à un couloir central. Les chambres, caractéristiques des maisons musulmanes, disposent d'un mobilier « fixe », dont un amamdžik (une sorte de coin salle bain cloisonné par des planches) , un poêle et un coin pour le linge. Les vantaux des portes de placard sont constitués de plusieurs morceaux de bois décorés et forment dans leur ensemble un motif géométrique carré. Un élément caractéristique de l'intérieur sont les « plafonds de bouteille », constitués de planches dont les compositions sont recouvertes d'une seule bande profilée.
Le sol des quatre grandes pièces est recouvert de planches en pin de 10 à 15 cm de large, tandis que le couloir central est recouvert de briques carrées ; le sous-sol est en terre battue.